# Human Again
Human Again é o quinto álbum de estúdio da cantora nova-iorquina Ingrid Michaelson. Foi lançado mundialmente em 29 de Janeiro de 2012 em formato físico e digital pela editora discográfica Cabin 24. Em 11 de Fevereiro, estreou na quinta posição da tabela musical americana Billboard 200 e registrou uma venda semanal baixa, tendo vendido somente 40 mil exemplares. Nessa mesma semana, estreou na primeira posição da tabela Top Digital Albums, tendo tirado o álbum 21 da cantora britânica Adele do primeiro lugar.

## Alinhamento de faixas
Versão padrão
1. "Fire" - 3:20
2. "This Is War" - 3:19
3. "Do It Now" - 3:16
4. "I'm Through" - 3:27
5. "Blood Brothers" - 3:12
6. "Black and Blue" - 3:37
7. "Ribbons" - 3:27
8. "How We Love" - 3:33
9. "Palm of Your Hand" - 3:11
10. "Ghost" - 4:01
11. "In the Sea" - 3:18
12. "Keep Warm" - 3:18
13. "End of the World" - 3:42

## Desempenho nas tabelas musicas
| País — Tabela musical (2012)        | Posição de pico |
| ----------------------------------- | --------------- |
| Canadá — Canadian Albums Chart      | 22              |
| Estados Unidos — Billboard 200      | 5               |
| Estados Unidos — Top Digital Albums | 1               |